# Appel des morts au feu
L'appel des morts au feu est un cérémonial militaire observé au sein de la brigade de sapeurs-pompiers de Paris (BSPP). Il se déroule chaque lundi matin, lors du rassemblement hebdomadaire en tenue de feu, dans les casernes du Régiment. 

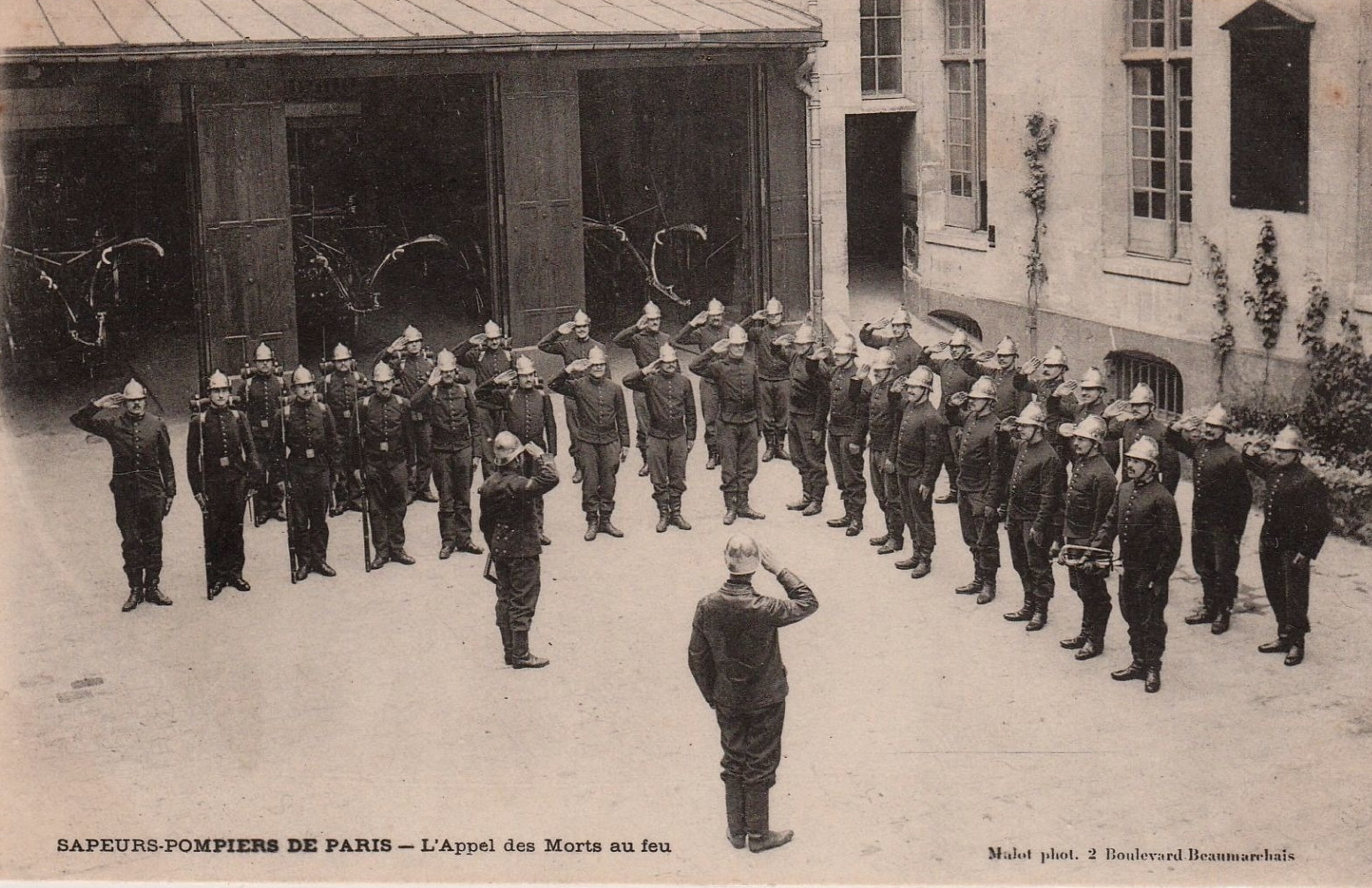
Appel des morts au feu

Institué à la fin du XIXᵉ siècle, ce rite a plusieurs finalités : rendre hommage aux disparus, mettre en exergue le sens du devoir et du sacrifice suprême, maintenir la vigilance du sapeur-pompier et lui rappeler la dangerosité de son métier, alimenter l'esprit de Corps, entretenir l'identité « pompiers de Paris ».

## Historique
L'appel des morts au feu remonte à 1880, à l'initiative du colonel Paris, chef de corps du Régiment. Dans une lettre adressée au préfet de la Seine, il propose la pose de tables de marbre noir dans les casernes pour rappeler les noms des officiers et soldats du corps morts au feu. La première plaque est inaugurée le 22 octobre 1881 à la caserne Rousseau.
Le colonel Paris formalise la cérémonie à travers un ordre du jour précisant que, lors de chaque rassemblement :
- Les noms des militaires morts au feu sont inscrits en tête du contrôle de leur compagnie;
- Après la sonnerie de l'appel, les hommes armés portent les armes, ceux en casque effectuent le salut militaire, et ceux en képi se découvrent;
- Le sergent-major appelle les noms inscrits, et le sergent de semaine répond « mort au feu » à chaque appel.

Cette tradition est mise en place près de quarante ans avant que des pratiques similaires soient adoptées par les armées françaises après la Première Guerre mondiale pour honorer les morts pour la France.

## Déroulement
Lors de l'appel, un chef de garde ou un sergent désigné énonce successivement les noms des sapeurs-pompiers tombés. Après chaque nom, un personnel, généralement le caporal de jour ou le plus jeune sapeur, répond à haute voix : « mort au feu »,.
La garde est alors réunie en tenue de feu, tandis qu'à l'État-Major, l'ensemble du personnel se rassemble en tenue de travail. Une minute de silence suit la fin de l'appel, marquant le respect dû aux disparus.
Depuis 1996, au sein de la Brigade de sapeurs-pompiers de Paris (BSPP), et afin de préserver la solennité de l'hommage, la liste lue lors de l'appel hebdomadaire est limitée aux sapeurs-pompiers « morts au feu » depuis la création de la Brigade en 1967. Auparavant l'appel débutait systématiquement par l'évocation du lieutenant-colonel Froidevaux.